# Emrhys Cooper
Emrhys Matthew Cooper, 
lepiej znany jako Emrhys Cooper (ur. 14 lutego 1985 w Totnes) – angielski aktor telewizyjny, filmowy i teatralny, tancerz. Karierę rozpoczął na londyńskim West End w musicalu We Will Rock You opartym na utworach zespołu Queen.

## Wybrana filmografia

### Filmy
- 2008: Mamma Mia! jako Stag
- 2010: Walk a Mile in My Pradas jako Michael

### Seriale TV
- 2003: Bright Young Things jako Ambrose
- 2005-2006: Coronation Street jako James
- 2008: Mistresses jako Jake Guliford
- 2008: CSI: Kryminalne zagadki Nowego Jorku jako Vincent Wright
- 2012: Gotowe na wszystko jako Richard
- 2014: Impersonalni (Person of Interest) jako młody John Greer